# Sem Franssen
Sem Franssen (10 april 1984) is een Belgisch voormalig doelman. 

## Carrière
Zijn grootste succes kende hij door met KRC Genk de Belgische beker te winnen in 2009. Verder speelde hij nog bij clubs in de lagere reeksen van het Belgische voetbal om in 2016 zijn carrière af te sluiten.

## Prijzen
| Nationaal       |    |      |
| Belgische Beker | 1x | 2009 |